# 市原市土宇における男性殺人事件
市原市土宇における男性殺人事件（いちはらしつちうにおけるだんせいさつじんじけん）とは2013年（平成25年）6月1日に千葉県市原市土宇の住宅内にて発生した殺人事件である。犯人は現在も未だに逮捕されておらず、未解決となっている。

## 概要
2013年6月1日の午前6時20分頃、千葉県市原市土宇にある住宅に住む男性S（当時73歳）が自宅の居間で仰向けに倒れているのを、身の回りの世話をしていた知人男性が発見。Sは病院に搬送されたが、搬送先の病院で死亡が確認された。発見時、玄関や勝手口は施錠されており、凶器は発見されなかった。
Sは約10年前から事件現場に居住していたが、2008年7月11日に2人組の男に現金110万円を奪われ、軽傷を負う強盗被害に遭っていた。以降、Sは窓に格子をつけるなどの防犯対策を行っていた。

## 捜査経過
発見された当初は事件性の見極めがつかなかったものの、司法解剖を行った結果、Sの遺体には左胸を中心にアイスピック状の凶器による複数の刺し傷があったため、千葉県警察は殺人事件と断定し、市原警察署に捜査本部を設置した。
Sは事件前日の午後9時30分頃に、第一発見者となる知人男性がS宅を出たのを最後に目撃情報が無いことや、発見当時、居間の明かりがついたままであったことから9時30分以降に自宅で殺害されたと見られている。また、事件現場に争った形跡が無かったことや、知人に現金を貸していたことから、犯人は顔見知りの可能性が高いと見て交友関係を中心に捜査している。